# Гологан (монета)
Вижте пояснителната страница за други значения на Гологан.
Гологан (на румънски: gologan) е народното название на медната монета от 10 стотинки, емисия 1881 година.  Диаметърът е 30 мм, а теглото – около 10 грама. Изработена е от метална сплав с предимно медно съдържание (Cu-Sn-Zn).
Поради бързото потъмняване на медта скоро започнали да ги наричат „черен гологан“, откъдето произлязла и популярната поговорка:
„Черен гологан не се губи.“
Из „България 20 век. Алманах“, под редакцията на Филип Панайотов 
Народът е давал звучни прозвища на първите си монети – най-общо „мангър“: дребна монета. 10-стотинковите е наричал „гологан“, „рупче“ е прикачил на 5-стотинковите. Знае се такава поговорка: „Черен гологан не се губи“ – защото са били едри по формат, а медта бързо потъмнява. А монетите от 2 стотинки е нарекъл „каравелчета“ по името на министъра на финансите Петко Каравелов – заради държавническата и личната му пресметливост.
Употребявани са няколко десетилетия, стар столичен вестник твърди: „Бакърените гологани послужиха за изливане кръстовете на независимостта“ през 1908 г. В наши дни се срещат изключително рядко, те са нумизматична рядкост.